# Związek Braterski
Związek Braterski – konfederacja wojsk Wielkiego Księstwa Litewskiego zawiązana w latach 1661–1662 przeciwko królowi Janowi Kazimierzowi dążącemu rzekomo do Absolutum Dominium, magnatom i hetmanowi Pawłowi Sapieże. Marszałkiem konfederacji został Kazimierz Chwalibóg Żeromski, wicemarszałkiem Konstanty Kotowski. 

## Opis
Konfederacja licząca około 14 tys. żołnierzy i wysuwająca początkowo żądania wypłaty zaległego żołdu, wkrótce ogłosiła szeroki program polityczny w obronie praw i swobód szlacheckich. Ruch nawiązał kontakt ze Związkiem Święconym w Koronie i początkowo uzyskał szerokie poparcie szlachty. Przejściowo, pomimo sporu, konfederaci dołączyli do liczącej 10 tys. żołnierzy dywizji Czarnieckiego i wraz z nim rozbili Rosjan pod dowództwem Chowańskiego w bitwie pod Kuszlikami, jednak odmówili dalszych działań.
W roku 1662 jeden z marszałków Związku, Konstanty Kotowski, doprowadził do podstępnego uprowadzenia, a następnie zamordowania hetmana polnego Wincentego Gosiewskiego, co stronnictwo królewskie wykorzystało propagandowo w celu pozbawienia sympatii mas szlacheckich do konfederatów.
Nie uzyskawszy poparcia obywatelskiego na Sejmie roku 1662 i po obietnicy wypłacenia zaległych pieniędzy rozpadł się wewnętrznie i uległ oficjalnie likwidacji 4 sierpnia 1663 roku w Mostach. 
Konstanty Kotowski i trzej inni sprawcy mordu na hetmanie Gosiewskim skazani zostali na sejmie warszawskim przez sąd sejmowy 31 grudnia 1664 na karę śmierci przez ścięcie i poćwiartowanie. Wyrok wykonano na Rynku Starego Miasta w Warszawie 3 stycznia 1665.